# Аяччо
Ая́ччо (корс. Aiacciu, фр. Ajaccio — Ажаксьйо, італ. Ajaccio) — місто та муніципалітет у Франції, адміністративний центр Корсики та департаменту Південна Корсика, найбільше місто Корсики (друге за величиною місто Корсики — Бастія). Населення — 73 822 особи (01.01.2021).
Муніципалітет розташований на відстані близько 920 км на південний схід від Парижа.

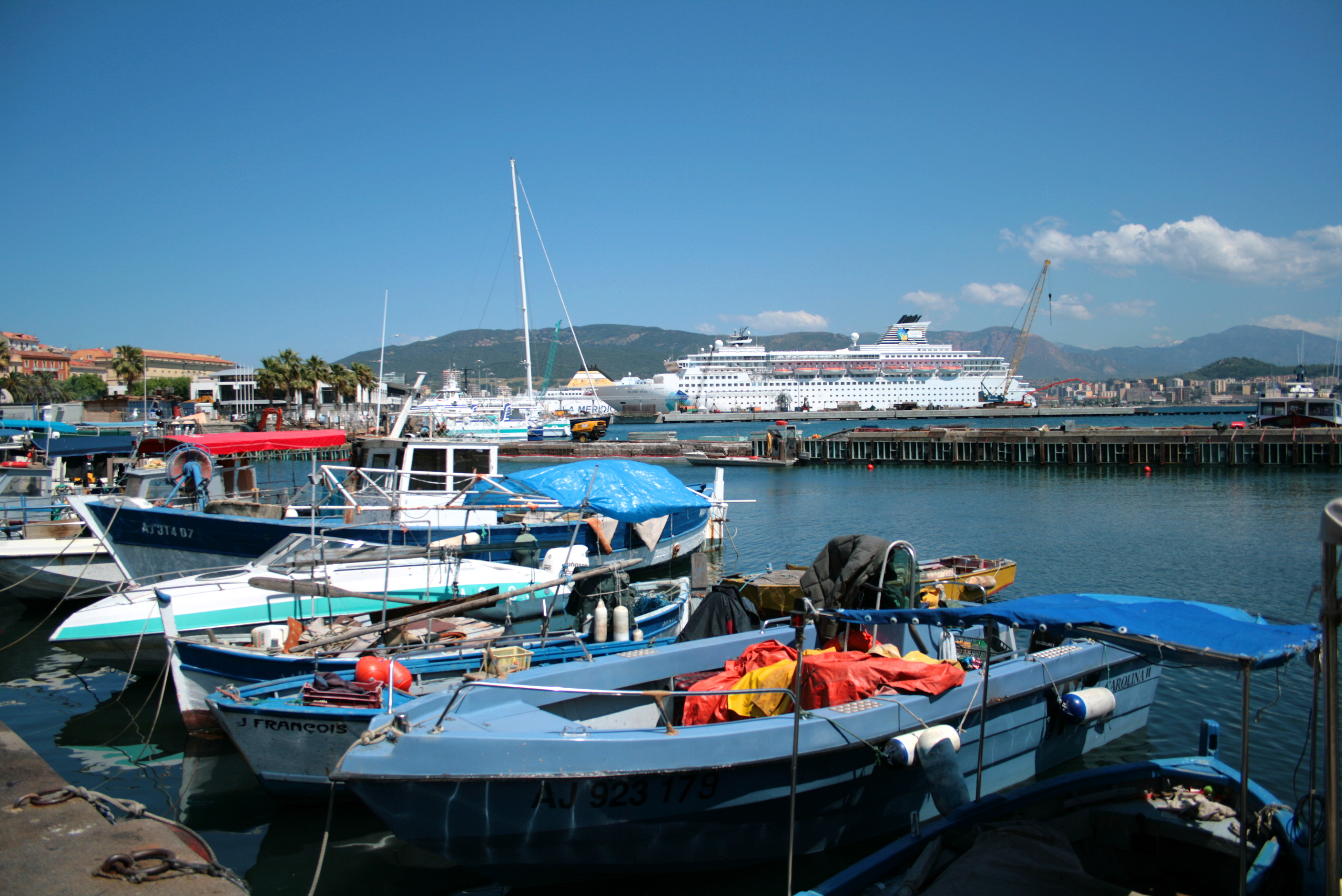
Порт Ая́ччо.

Порт. Засноване генуезцями в 1492 році. Там народився Наполеон. Став територією Франції в 1768 році. Суднобудування, рибальство, субтропічне плодівництво.

## Історія
Час виникнення латинського селища Ajax, що розташовувалось за декілька кілометрів на північ від сучасного міста, точно невідомий. Проте ще за часів Птолемеїв узбережжя було вже заселеним, римляни заснували тут свій порт Adiacium. Про саме місто Аяччо уперше згадується в листах папи Григорія Великого. За часів Середньовіччя в місті був свій єпископ. На своєму нинішньому місці Аяччо заснований в 1492 року негоціантами генуезького банку Святого Георгія. Протягом перших десятиліть це була укріплена колонія Генуезької республіки, корсиканцям тут селитися забороняли. У 1553-59 роках місто перебувало під французькою окупацією. Аяччо увійшло до складу Франції тільки 1768 року.. 1793 року Аяччо стало адміністративним центром департаменту Ліамон, а з 1811 року — новоствореного департаменту Корсика. 1769 року тут народився Наполеон Бонапарт.
З 1982 року в Аяччо знаходиться регіональний парламент (фр. Assemblée de Corse). Заснування місцевого парламенту відбулося в рамках реформи з регіоналізації Французької республіки за часів президентства Франсуа Міттерана.

## Визначні місця
В Аяччо 21 об'єкт має статус історичної пам'ятки і перебуває під захистом держави. Найвідомішими пам'ятками є такі:
- Генуезька фортеця та вежі довкола.
- Будинок-музей Бонапартів, де народився Наполеон I Бонапарт[4]
- Собор Успіння Пресвятої Богородиці (1577-93)
- Палац кардинала Феша з заснованими ним музеєм та бібліотекою[5]
- Епископський палац
- Імператорська капелла
- Ґранд Готель Континенталь

## Демографія
Динаміка населення (Cassini і INSEE ):
Розподіл населення за віком та статтю (2006):
| Стать | Всього | До 15 років | 15-24 | 25-44 | 45-64 | 65-85 | Понад 85 |
| --- | ------ | ----------- | ----- | ----- | ----- | ----- | -------- |
| Чоловіки | 29 697 | 5120        | 3753  | 8032  | 7920  | 4308  | 564      |
| Жінки | 34 037 | 4719        | 3741  | 9426  | 8786  | 6319  | 1046     |
| \| Статево-вікова піраміда \| Статево-вікова піраміда \| Статево-вікова піраміда \| \| ----------------------- \| ----------------------- \| ----------------------- \| \| Чоловіки \| Вік \| Жінки \| \| 564 \| 85 + \| 1046 \| \| 624 \| 80-84 \| 1321 \| \| 1135 \| 75-79 \| 1485 \| \| 1135 \| 70-74 \| 1745 \| \| 1414 \| 65-69 \| 1768 \| \| 1471 \| 60-64 \| 1800 \| \| 2069 \| 55-59 \| 2061 \| \| 2180 \| 50-54 \| 2321 \| \| 2200 \| 45-49 \| 2604 \| \| 2275 \| 40-44 \| 2743 \| \| 2148 \| 35-39 \| 2503 \| \| 1894 \| 30-34 \| 2157 \| \| 1715 \| 25-29 \| 2023 \| \| 1743 \| 20-24 \| 1861 \| \| 2010 \| 15-20 \| 1880 \| \| 1828 \| 10-14 \| 1623 \| \| 1652 \| 5-9 \| 1567 \| \| 1640 \| 0-4 \| 1529 \| |        |             |       |       |       |       |          |
| Статево-вікова піраміда |        |             |       |       |       |       |          |
| Чоловіки | Вік    | Жінки       |       |       |       |       |          |
| 564 | 85 +   | 1046        |       |       |       |       |          |
| 624 | 80-84  | 1321        |       |       |       |       |          |
| 1135 | 75-79  | 1485        |       |       |       |       |          |
| 1135 | 70-74  | 1745        |       |       |       |       |          |
| 1414 | 65-69  | 1768        |       |       |       |       |          |
| 1471 | 60-64  | 1800        |       |       |       |       |          |
| 2069 | 55-59  | 2061        |       |       |       |       |          |
| 2180 | 50-54  | 2321        |       |       |       |       |          |
| 2200 | 45-49  | 2604        |       |       |       |       |          |
| 2275 | 40-44  | 2743        |       |       |       |       |          |
| 2148 | 35-39  | 2503        |       |       |       |       |          |
| 1894 | 30-34  | 2157        |       |       |       |       |          |
| 1715 | 25-29  | 2023        |       |       |       |       |          |
| 1743 | 20-24  | 1861        |       |       |       |       |          |
| 2010 | 15-20  | 1880        |       |       |       |       |          |
| 1828 | 10-14  | 1623        |       |       |       |       |          |
| 1652 | 5-9    | 1567        |       |       |       |       |          |
| 1640 | 0-4    | 1529        |       |       |       |       |          |

## Економіка
2010 року серед 42 620 осіб працездатного віку (15—64 років) 30 330 були активними, 12 290 — неактивними (показник активності 71,2%, у 1999 році було 66,5%). З 30 330 активних мешканців працювало 26 979 осіб (13 898 чоловіків та 13 081 жінка), безробітними було 3351 (1426 чоловіків та 1925 жінок). Серед 12 290 неактивних 4007 осіб було учнями чи студентами, 2791 — пенсіонерами, 5492 були неактивними з інших причин.

У 2010 році в муніципалітеті числилось 25646 оподаткованих домогосподарств, у яких проживали 56073,5 особи, медіана доходів виносила 18 181 євро на одного особоспоживача

## Спорт
У місті діють професійні футбольні клуби «Аяччо» та «Газелек».

## Уродженці
- Наполеон I Бонапарт (1769 — 1821) — французький імператор у 1804–1814 і 1815.
- Ремі Кабелла (*1990) — відомий французький футболіст, півзахисник.

## Галерея зображень

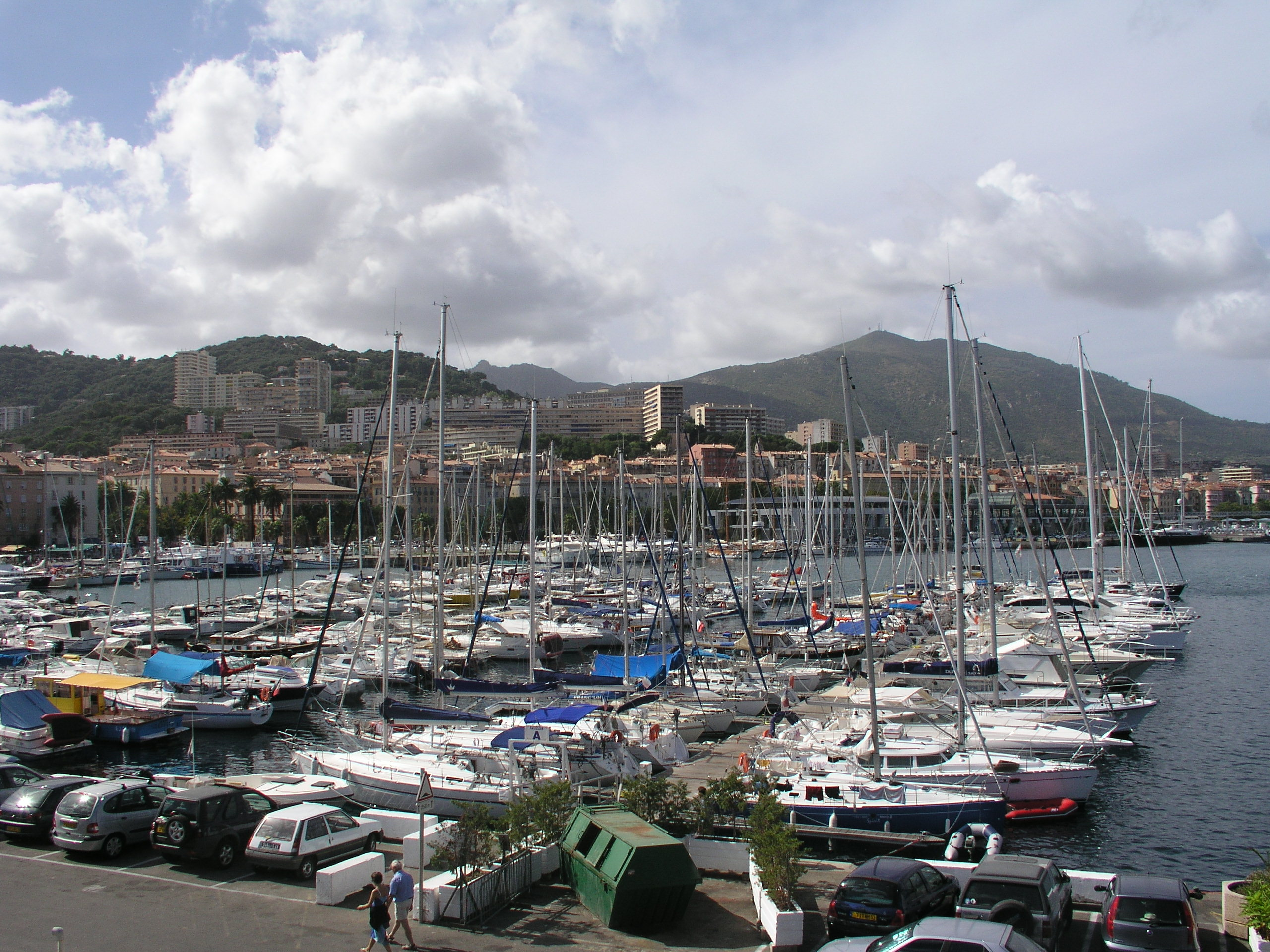
Аяччо — причал, набережна й саме місто
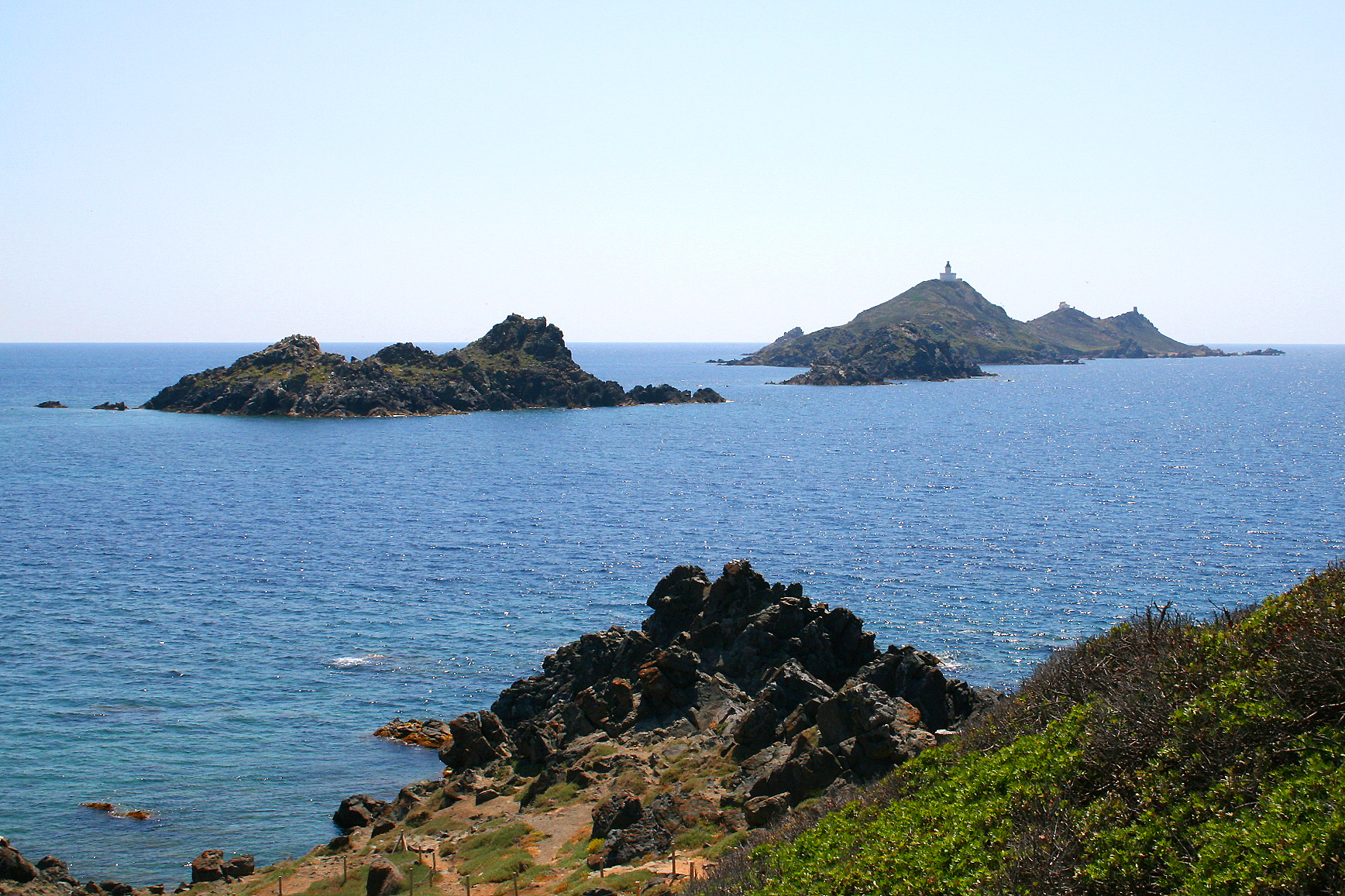
Сангвінські острови неподалік від Аяччо.
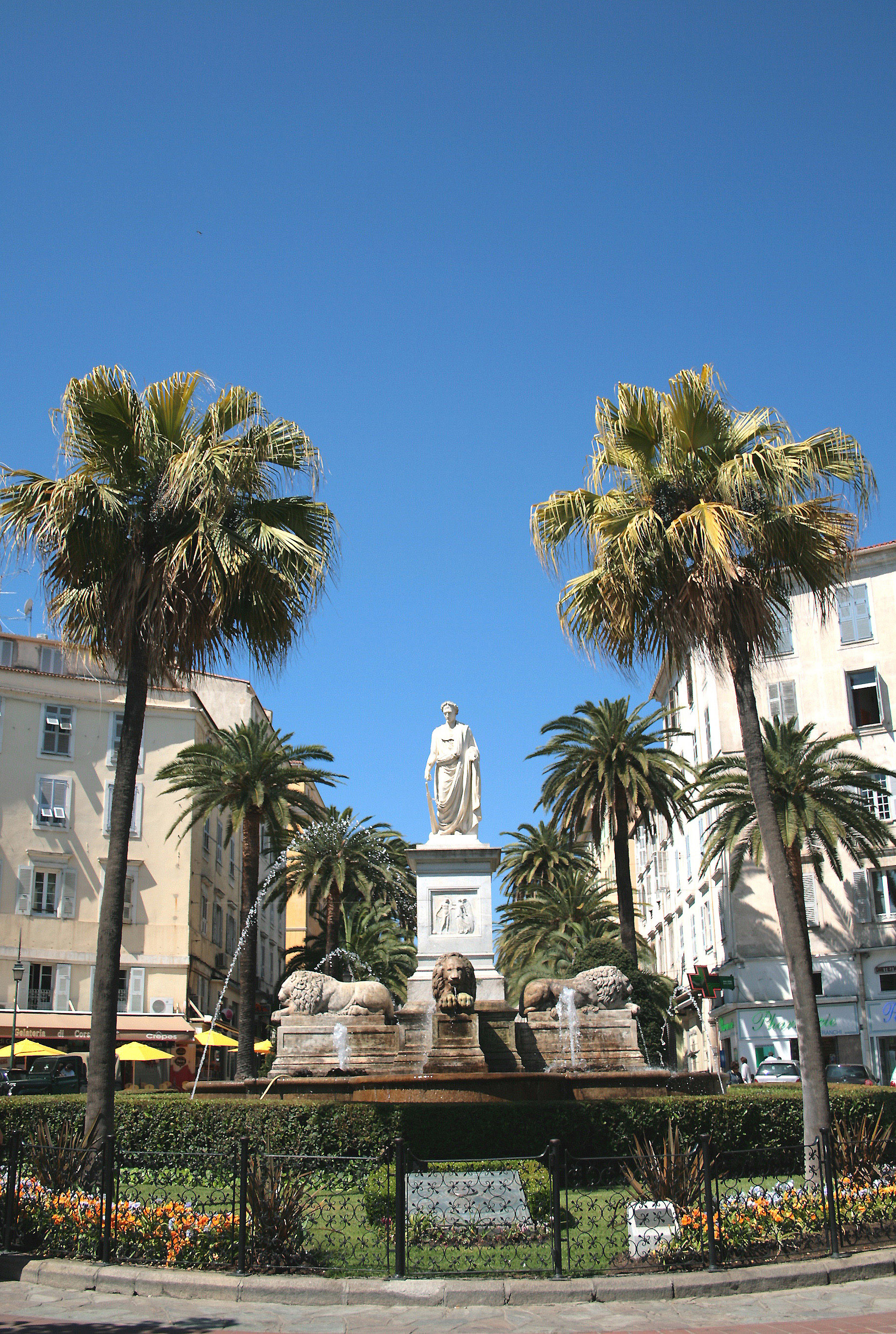
Пам'ятник Наполеонові на площі Фош
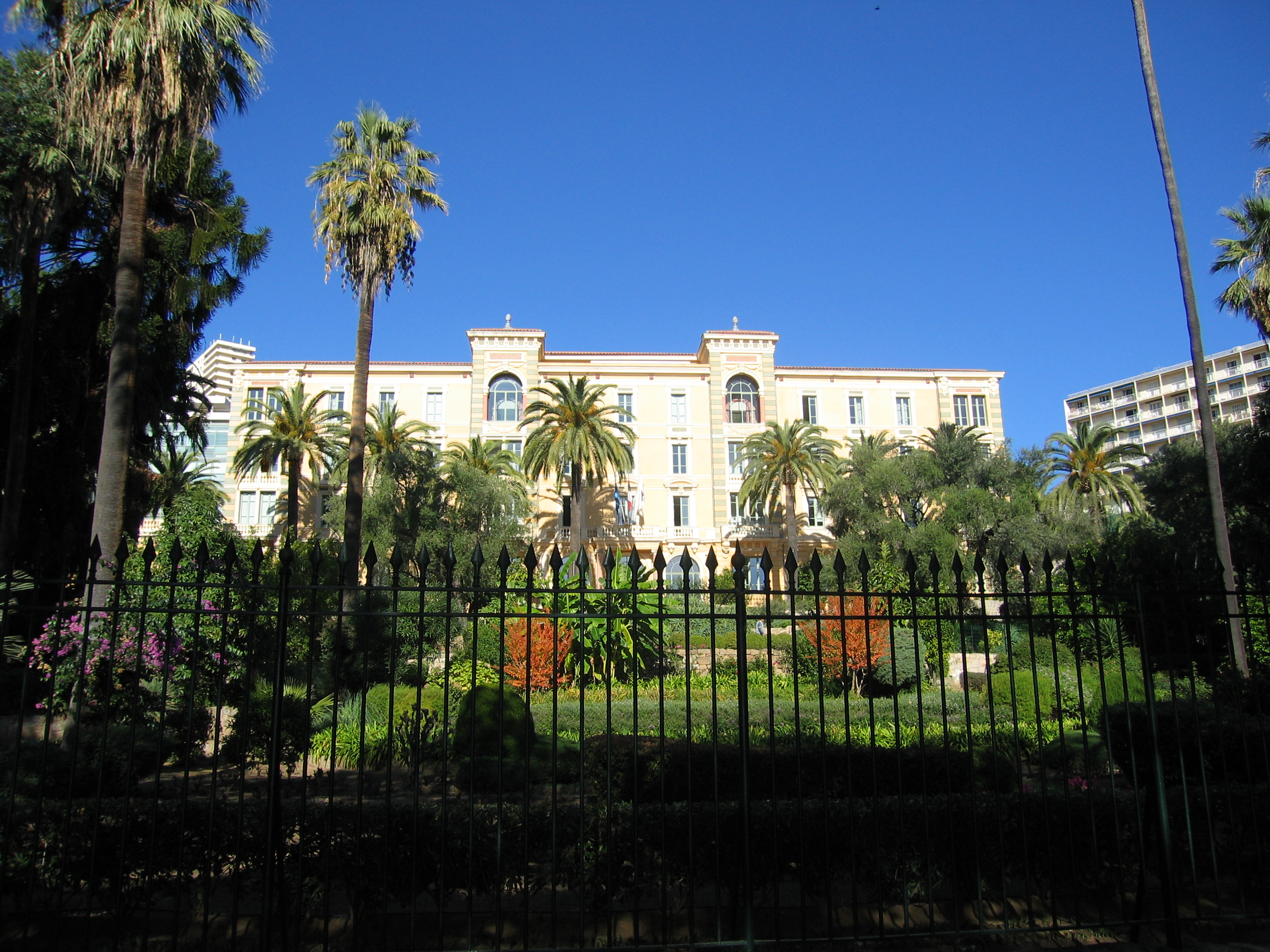
Ґранд Отель Континенталь
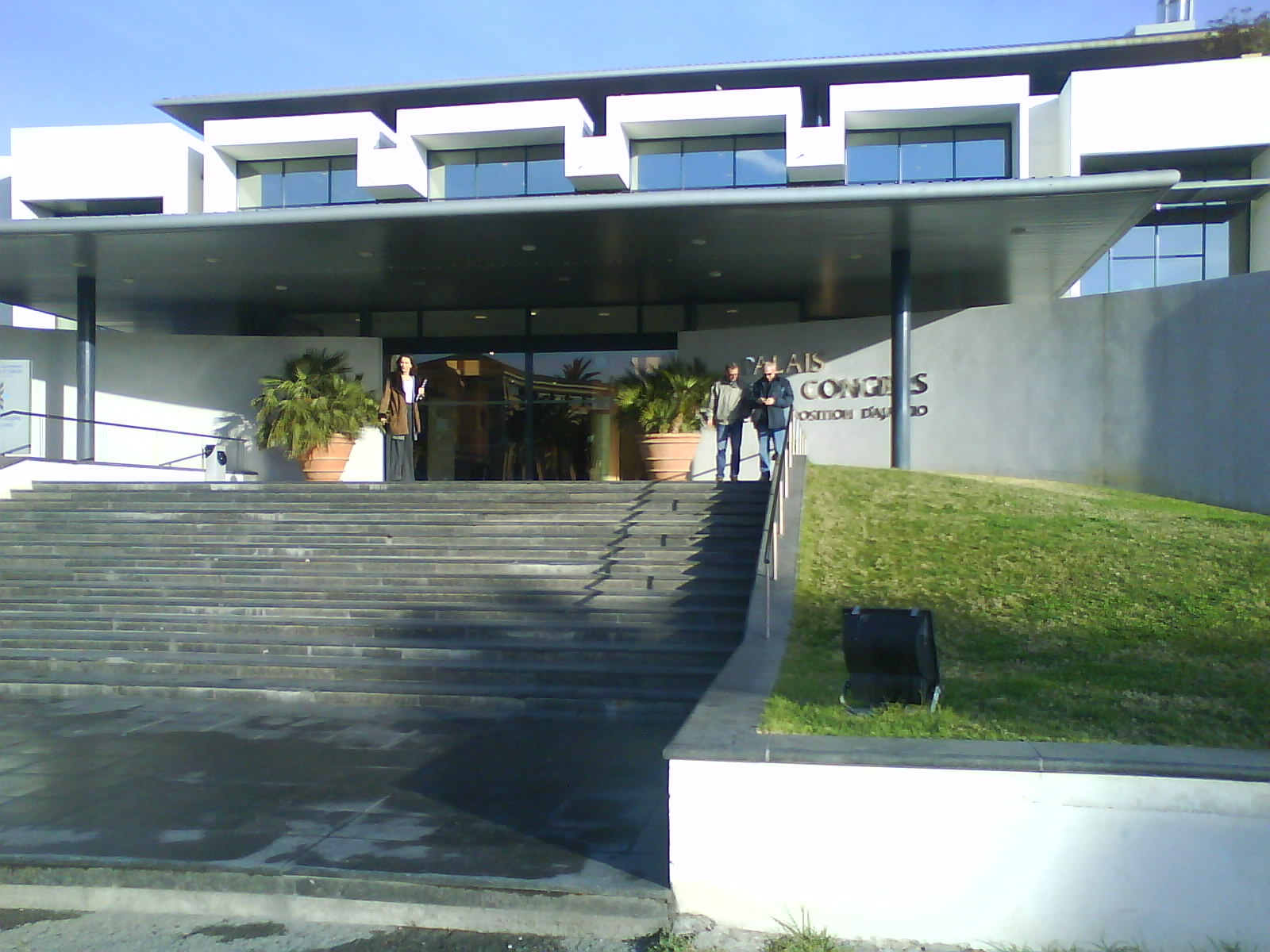
«Палац конгресів» у Аяччо
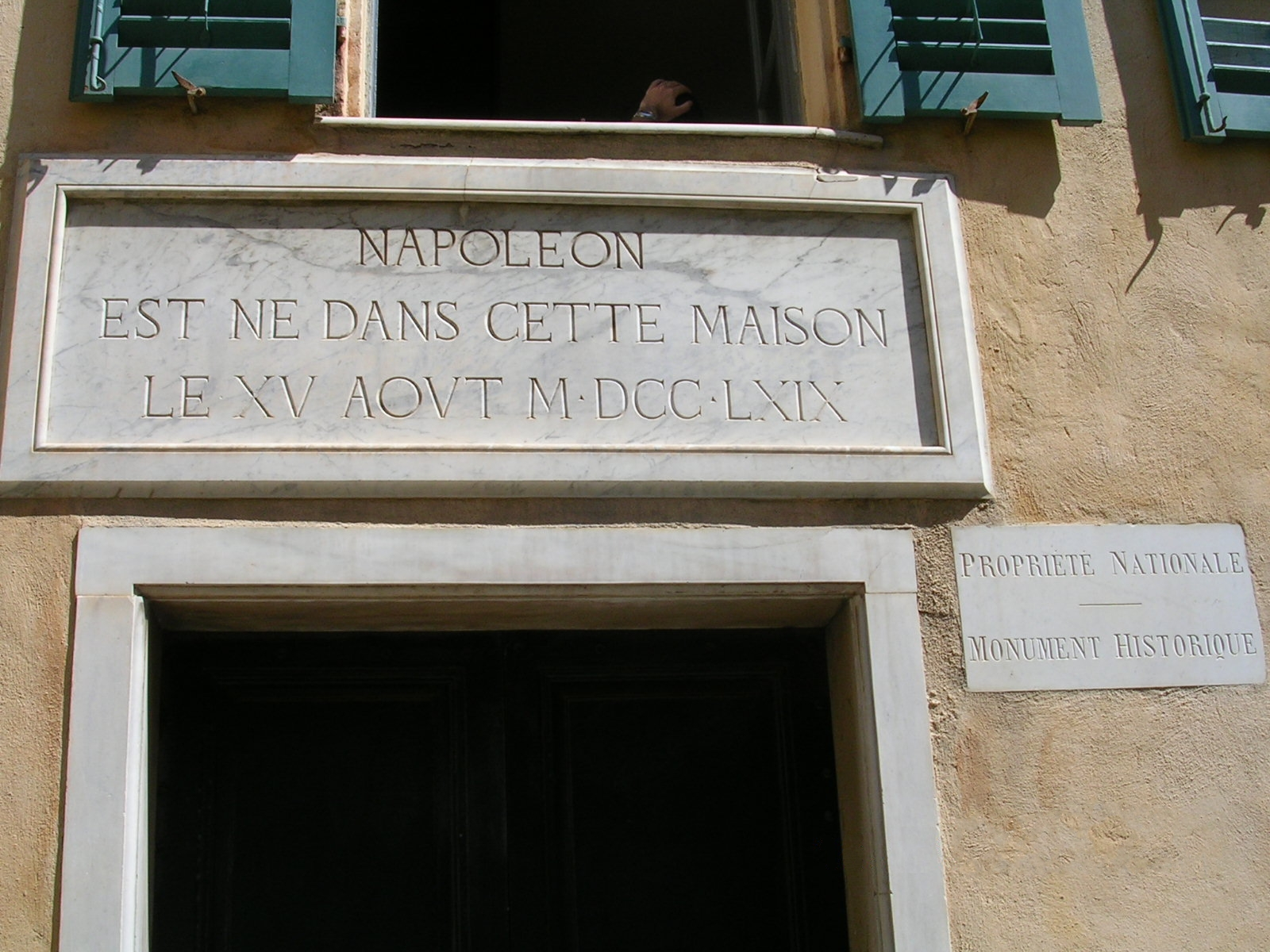
Будинок, де народився Наполеон
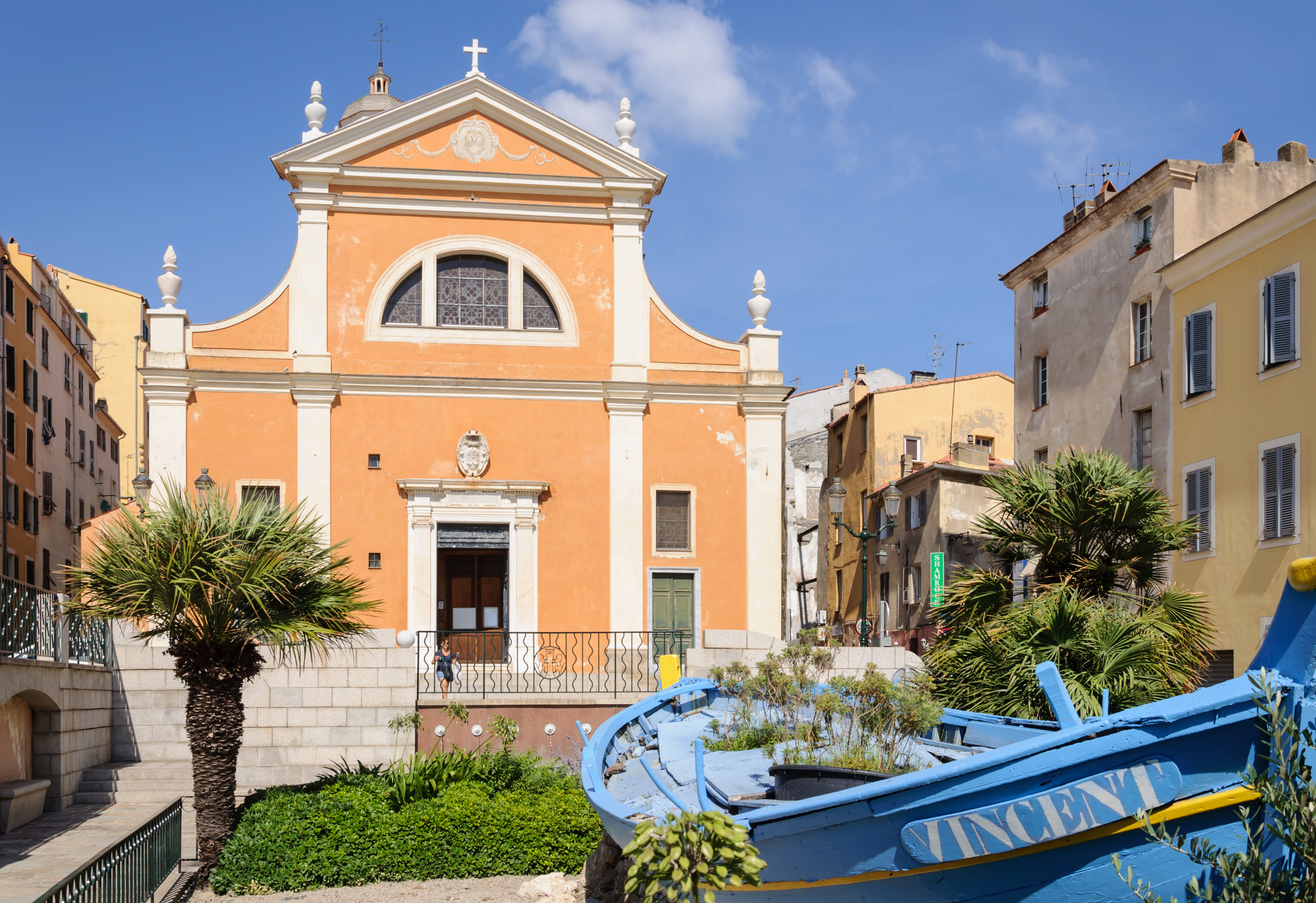
Собор Успіння Пресвятої Богородиці
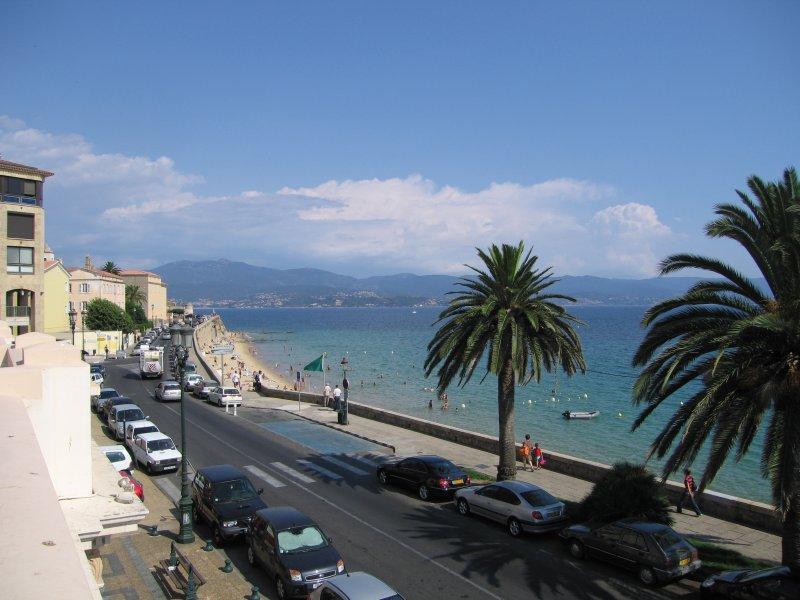
Площа Святого Франциска
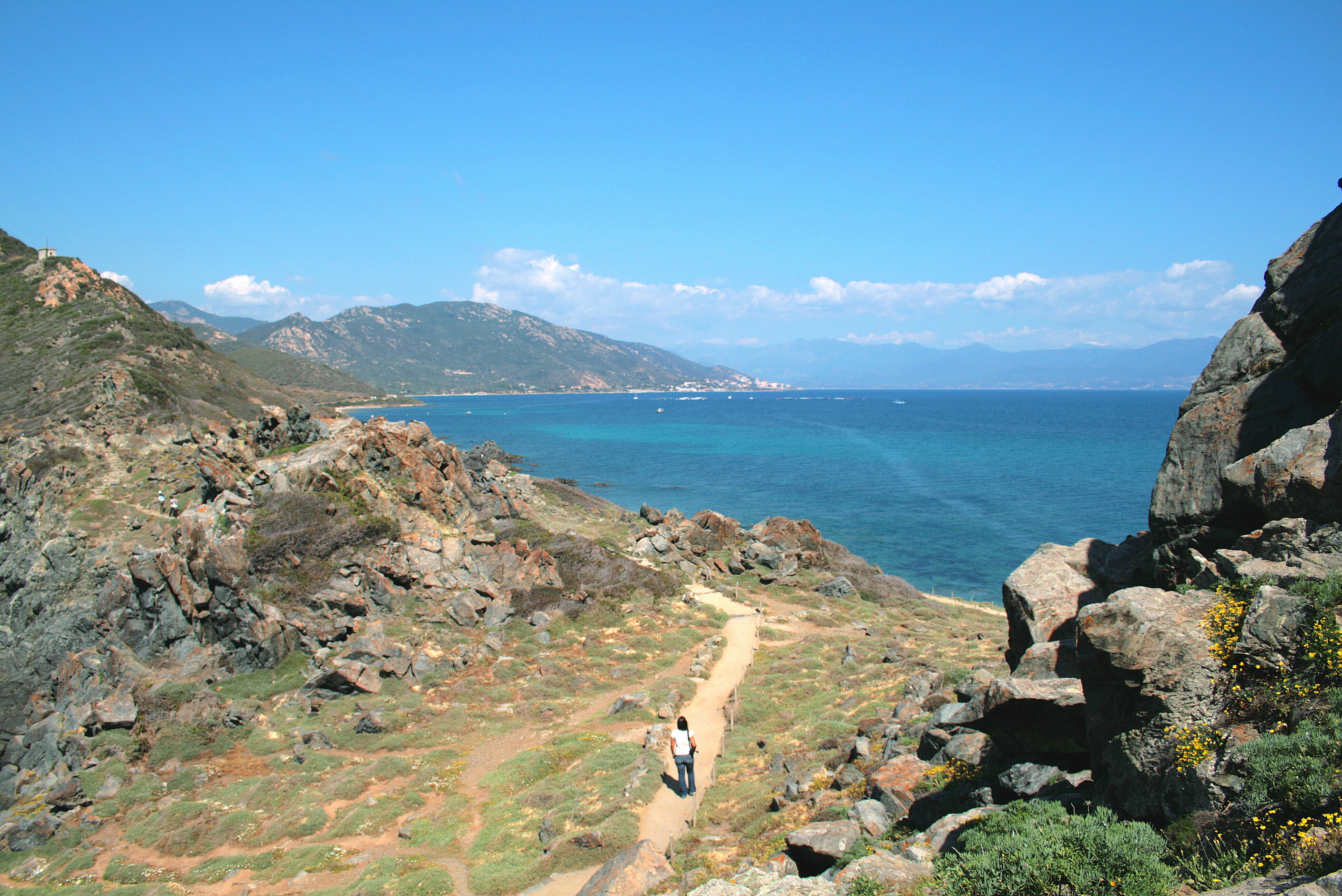
Морський краєвид біля Аяччо